# Valdebárzana
Valdebárzana (oficialmente en asturiano: Valdebárcena) es una parroquia española del concejo de Villaviciosa, en Asturias. En 2020 contaba con una población de 136 habitantes (INE, 2020).
Está situada a 8 km de la capital del concejo, Villaviciosa. Limita al norte con las parroquias de Ambás, Camoca y Amandi, al sur con la de Pandenes, al oeste con la de Puelles y al este con la de Celada.

## Localidades
La parroquia está formada por las siguientes poblaciones:
- Balduera (Valduera), casería
- Condarco (Condarcu), casería
- Cueto (Cuetu), casería
- Cuinya (Cuiña), aldea
- Miyeres, aldea
- Mogovio (Mogoyu), aldea
- El Otero (Oteru), casería
- Riaño (Riañu), aldea
- Ternín, aldea
- La Toya, casería
- Villar, aldea

## Demografía
| Gráfica de evolución demográfica de Valdebárzana entre 2000 y 2020 |
|                                                                    |
| Población de derecho (2000-2020) según el padrón municipal del INE |

## Patrimonio
- Iglesia de San Andrés.